# 1. Gebirgs-Division (Wehrmacht)
La 1. Gebirgs-Division (1ª divisione da montagna) era una divisione dell'esercito tedesco di truppe da montagna, l'equivalente degli Alpini italiani, operativa durante la seconda guerra mondiale. Combatté nella campagna di Polonia, durante l'operazione Barbarossa, nei Balcani e in Grecia, dove si rese protagonista di numerosi eccidi e crimini di guerra nei confronti della popolazione civile.
Membri famosi della divisione, che finì la carriera operativa con il nome di 1. Volks-Gebirgs-Division, furono Alfred Leeb (figlio di Wilhelm Ritter von Leeb e caduto il 19 settembre 1939 in Polonia), Ferdinand Schörner (feldmaresciallo e detentore della Croce di Cavaliere della Croce di Ferro con Fronde di Quercia, Spade e Diamanti) e Wego Chiang (figlio di Chiang Kai-shek).

## Storia

### Dalla campagna di Polonia all'operazione Marita

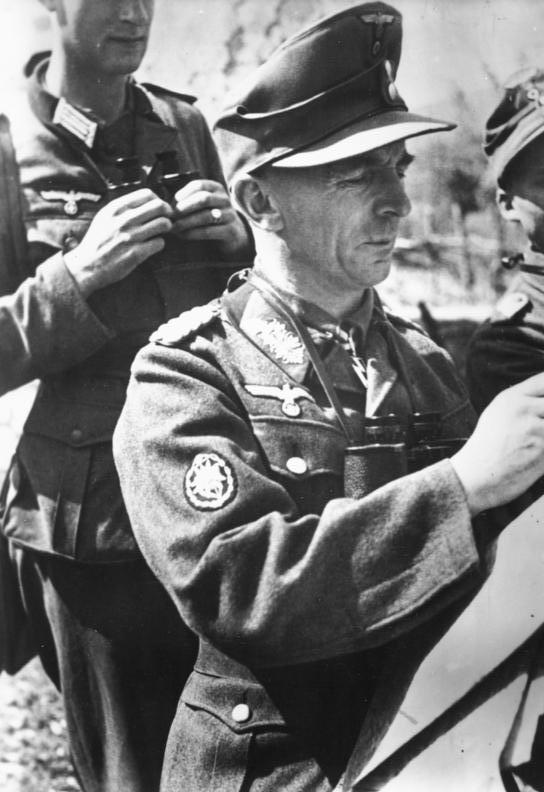
Montenegro, giugno 1943: il Generalleutnant Walter Stettner von Grabenhofen durante un'operazione antipartigiana

L'unità, composta prevalentemente da bavaresi e austriaci, venne creata il 9 aprile 1938 a Garmisch-Partenkirchen dalla preesistente Gebirgs-Brigade (brigata di montagna) formata il 1º giugno 1935, fino ad allora unico reparto di questo tipo presente nella Wehrmacht. Dopo essere stata impiegata nell'occupazione della Cecoslovacchia nell'ottobre del 1938, l'unità nel settembre 1939 prese parte alla campagna di Polonia inquadrata nel Gruppo d'armate Sud. Operando insieme alla 2. Gebirgs-Division, la divisione conquistò il passo di Dukla e iniziò la lunga marcia per impossessarsi di Leopoli, strategicamente importante per tentare di accerchiare l'esercito polacco che si stava ritirando nella Polonia meridionale. Un kampfgruppe messo in avanguardia raggiunse la periferia della città, oggi in Ucraina, il 14 settembre e subito iniziarono duri scontri che misero in seria difficoltà l'intera divisione, che alla fine della vittoriosa battaglia, il 21 settembre, contava 243 morti e 400 feriti. La città comunque non venne occupata perché in base al patto Molotov-Ribbentrop questa spettava a Stalin.
Ad ottobre la divisione si spostò nell'Eifel prima in seno alla 4ª Armata e poi alla 12ª, fin quando nel giugno 1940, con la 6ª Armata, venne coinvolta nella campagna di Francia, durante la quale marciò in direzione dei fiumi Aisne e Loira. In aprile, terminati i combattimenti, gli uomini della divisione furono posti a guardia del confine svizzero, e un mese dopo, in vista dell'operazione Seelöwe, l'invasione della Gran Bretagna, si spostarono ad Arras passando alla 16ª Armata, ma i piani vennero cancellati dall'Alto comando della Wehrmacht.
Nell'aprile 1941 gli uomini della divisione furono impiegati nell'operazione Marita, prima sostando in Carinzia e poi attaccando la Jugoslavia sotto la 2ª Armata del XXXXIX Corpo d'armata truppe da montagna.

### Operazione Barbarossa
La 1. Gebirgs-Division fu trasferita in Slovacchia nel maggio 1941 per prendere parte all'operazione Barbarossa, l'invasione dell'Unione Sovietica, iniziata il mese successivo insieme alla 17ª Armata. L'avanzata iniziò da Leopoli e si fermò in ottobre a Uman' dove vennero accerchiati numerosi reparti sovietici, quindi proseguì conquistando Donec'k nell'autunno 1941. L'avanzata continuò fino al fiume Mius, con la 1ª Armata corazzata, dove combatté dal marzo al maggio del 1942.
A giugno la 1. Gebirgs-Division raggiunse il Donec per poi entrare due mesi dopo nel Caucaso nuovamente con la 17ª Armata del Gruppo d'armate A. Qui, insieme ad elementi della 4. Gebirgs-Division, conquistò il Monte Elbrus alto 5.600 m, la più alta posizione mai raggiunta dalla Wehrmacht durante la seconda guerra mondiale. L'avanzata proseguì fino alla fine dell'anno, ma all'inizio del 1943 i soldati della divisione dovettero ritirarsi fino al fiume Kuban'.

### L'attività nei Balcani e in Grecia
Nell'aprile del 1943 alla 1ª Divisione da montagna fu ordinato di trasferirsi in Serbia per riposarsi e riorganizzarsi sotto il Gruppo d'armate E, organicamente assegnata al V Corpo da Montagna SS. Il 7 luglio i suoi elementi si trasferirono in Grecia e poi nell'Epiro, quindi all'inizio di settembre l'unità fu posta alle dipendenze dell'11ª Armata italiana, e combatté a Corfù e a Cefalonia dove rimase implicata negli scontri con la 33ª Divisione fanteria "Acqui" in seguito all'armistizio dell'8 settembre e nei successivi massacri della fine del mese.
Alla fine del 1943 la divisione fu inviata in Bosnia per muovere nell'aprile 1944 verso l'Ungheria, dove rimase fino a settembre, data che la vide presente nuovamente in Serbia, a Niš e a Belgrado.

### La fine della guerra
Il 5 novembre 1944 la 1. Gebirgs-Division tornò in Ungheria, tra la Drava e il lago Balaton, nella riserva della 2ª Armata corazzata entrando in azione solo alla fine dell'anno. Il 12 marzo 1945 fu adottato il nuovo nome 1. Volks-Gebirgs-Division (1ª Divisione da montagna del popolo) con il quale intraprese l'operazione Frühlingserwachen sul Balaton, uscendone sconfitta come il resto delle truppe tedesche.
A partire dal 31 marzo la "nuova" divisione si ritirò verso le Alpi occidentali insieme alla 6ª Armata facente parte del Gruppo d'armate Ostmark, e si arrese all'Armata Rossa l'8 maggio 1945 mentre si trovava in Austria.

## Crimini di guerra
La 1. Gebirgs-Division fu l'autrice di non pochi crimini di guerra durante la sua vita. Il primo si verificò il 6 luglio 1943 in Albania in risposta ad un attacco partigiano diretto contro un'autocolonna di mezzi presso Barmash che causò gravi perdite: 107 civili di Barmash e Borovë furono uccisi per rappresaglia e le loro case bruciate. Qualche settimana più tardi, il 25 luglio, altri 153 civili del villaggio greco di Mousiotitsas vennero fucilati per aver nascosto ingenti quantità di armi e munizioni destinate ai partigiani. Ancora, il 16 agosto i soldati della divisione attaccarono il villaggio di Kommeno causando 317 morti tra la popolazione; tra il 19 e il 29 settembre, in risposta ad un altro attacco partigiano e con l'aiuto di una milizia della Ciamuria, 201 abitanti di Paramythia subirono la stessa sorte, subita poi il 3 ottobre anche da 92 abitanti di Lingiades.
L'unità ebbe una parte molto importante nell'eccidio di Cefalonia dove, agli ordini del generale Hubert Lanz, uccise molti soldati italiani della 33ª Divisione fanteria "Acqui" che avevano, in seguito all'armistizio dell'8 settembre 1943, rifiutato la cessione delle armi scegliendo di proseguire i combattimenti. L'ultimo episodio noto di attacchi a civili risale al 1º ottobre 1943 quando, in risposta all'assassinio di un tenente colonnello per mano della resistenza greca, ne vennero uccisi 200 rastrellati nei villaggi attorno al luogo della morte dell'ufficiale.
Gli uomini del primo battaglione del 99º reggimento, agli ordini del maggiore Siegfried Dodel, si resero responsabili della fucilazione degli ufficiali della 151ª Divisione fanteria "Perugia" avvenuta a Sarandë (Porto Edda) e Kuç. In particolare a baia Limione, una piccola insenatura a nord di Sarandë, il 4 ottobre 1943 fu fucilato il comandante della Perugia, generale Ernesto Chiminello, e il capo di Stato Maggiore, maggiore Sergio Bernardelli. Il giorno successivo furono fucilati altri 58 ufficiali. Infine, tre giorni dopo, a Kuç furono fucilati gli ultimi 32 ufficiali della divisione Perugia.

## Ordine di battaglia
settembre 1939: campagna di Polonia
- 98. Gebirgsjäger-Regiment (98º Reggimento truppe da montagna)
- 99. Gebirgsjäger-Regiment
- 100. Gebirgsjäger-Regiment
- 79. Gebirgs-Artillerie-Regiment (79º Reggimento artiglieria da montagna)
- 44. Gebirgs-Panzerabwehr-Abteilung (44º Battaglione anticarro da montagna)
- 54. Gebirgs-Aufklärungs-Abteilung (54º Battaglione ricognizione da montagna)
- 54. Gebirgs-Pionier-Bataillon (54º Battaglione del genio militare da montagna)
- 54. Gebirgs-Nachrichten-Abteilung (54º Battaglione comunicazioni da montagna)
- 54. Divisions-Nachschubführer (54º treno rifornimenti)
- 54. Gebirgs-Träger-Bataillon (unità di supporto)
- 54. Gebirgsjäger-Feldersatz-Bataillon (54º Battaglione rimpiazzi da montagna)

aprile 1941: operazione Marita
- 98. Gebirgsjäger-Regiment
- 99. Gebirgsjäger-Regiment
- 44. Gebirgs-Panzerjäger-Abteilung (44º Battaglione cacciacarri da montagna)
- 79. Gebirgs-Artillerie-Regiment
- 54. Gebirgs-Aufklärungs-Abteilung
- 54. Gebirgs-Pionier-Bataillon
- 54. Gebirgs-Nachrichten-Abteilung
- 54. Divisions-Nachschubführer
- 54. Gebirgs-Träger-Bataillon
- 54. Gebirgsjäger-Feldersatz-Bataillon

Autunno 1942: Caucaso
- 98. Gebirgsjäger-Regiment
- 99. Gebirgsjäger-Regiment
- 79. Gebirgs-Artillerie-Regiment
- 1. Hochgebirgs-Jäger-Bataillon (1º Battaglione cacciatori da alta montagna)
- 2. Hochgebirgs-Jäger-Bataillon
- 44. Gebirgs-Panzerjäger-Abteilung
- 54. Gebirgsjäger-Bataillon (54º Battaglione cacciatori da montagna)
- 54. Gebirgs-Aufklärungs-Abteilung
- 54. Gebirgs-Pionier-Bataillon
- 54. Gebirgs-Nachrichten-Abteilung
- 54. Gebirgsjäger-Feldersatz-Bataillon
- 54. Kommandeur der Gebirgs-Divisions-Nachschubtruppen (54º Comando dei servizi da montagna)
- 54. Kriegsgefangenen-Gebirgs-Träger-Bataillon
- 54. Divisionseinheiten

1943: Balcani e Grecia
- 98. Gebirgsjäger-Regiment
- 99. Gebirgsjäger-Regiment
- 79. Gebirgs-Artillerie-Regiment
- 44. Gebirgs-Panzerjäger-Abteilung
- 54. Gebirgsjäger-Bataillon
- 54. Gebirgs-Aufklärungs-Abteilung
- 54. Gebirgs-Pionier-Bataillon
- 54. Gebirgs-Nachrichten-Abteilung
- 79. Gebirgsjäger-Feldersatz-Bataillon
- 54. Kommandeur der Gebirgs-Divisions-Nachschubtruppen
- 54. Kriegsgefangenen-Gebirgs-Träger-Bataillon
- 54. Divisionseinheiten[7]

## Decorazioni
Quattro uomini della 1. Gebirgs-Division vennero decorati con la Spilla per il combattimento corpo a corpo in Oro, 85 con la Croce Tedesca in Oro e uno con quella d'Argento, mentre 25 furono insigniti della Spilla d'Onore dell'Esercito. La Croce di Cavaliere della Croce di Ferro se la meritarono in 35 (anche se cinque casi non sono confermati), tre delle quali erano con Fronde di Quercia.
Rudolf Dietz fu anche l'unico membro della divisione che fu insignito dell'Ordine di Michele il Coraggioso di terza classe il 31 marzo 1943.

## Comandanti
| Nome                            | Grado           | Inizio           | Fine             | Note                                                 |
| Ludwig Kübler                   | Generalleutnant | 9 aprile 1938    | 25 ottobre 1940  |                                                      |
| Hubert Lanz                     | Generalleutnant | 25 ottobre 1940  | 17 dicembre 1942 |                                                      |
| Walter Stettner von Grabenhofen | Generalleutnant | 17 dicembre 1942 | 18 ottobre 1944  | ucciso dai partigiani jugoslavi a Belgrado           |
| August Wittmann                 | Generalmajor    | 19 ottobre 1944  | 27 dicembre 1944 |                                                      |
| Josef Kübler                    | Generalleutnant | 27 dicembre 1944 | 10 marzo 1945    |                                                      |
| August Wittmann                 | Generalleutnant | 17 marzo 1945    | 8 maggio 1945    | terminò la carriera con la 1. Volks-Gebirgs-Division |

Dati tratti da: